# Martin Münz
Martin Münz (geboren am 6. Februar 1779 in Bamberg; gestorben am 18. März 1849 in Würzburg) war ein deutscher Anatom und Hochschullehrer.

## Leben und Wirken
Münz wurde 1779 als zweites Kind von Katharina Barbara, geborene Reutig, und Rochus Münz (Koch und Kirchner), in Bamberg geboren. Er studierte 1798/1799 zunächst Philosophie in Bamberg, ab 1807 Medizin bei Friedrich Tiedemann und Philipp Franz von Walther in Landshut, wo er 1810 mit der Schrift Dissertatio de Cortice Peruviano, et Radice Ipecacuanhae eorumque surrogatis zum Doktor der Medizin promoviert wurde.
Friedrich Tiedemann erkannte das außergewöhnliche Zeichentalent von Martin Münz und nahm ihn 1811 auf eine Studienreise nach Italien und Triest mit, in deren Ergebnis eine Monografie über tierische Lebewesen entstand, zu der Münz die Zeichnungen und Kupferstiche anfertigte und die nicht zuletzt wegen dieser Kupferstiche 1812 in Paris ausgezeichnet wurde.
Er erhielt, nachdem er sich 1812 in Landshut beworben hat, aufgrund seines Zeichentalents und seiner Geschicklichkeit bei Sektionen, dort 1814 eine Anstellung als Prosektor am dortigen Anatomischen Institut, habilitierte sich noch im gleichen Jahr und wurde Privatdozent für Anatomie. Zwei Jahre später wurde er außerordentlicher, am 13. November 1817 ordentlicher Professor für Anatomie und Physiologie an der Universität Landshut, die 1826 von Landshut nach München verlegt wurde. Eine 1823 erfolgte Bewerbung um den vakanten Lehrstuhl der Anatomie und Würzburg wurde abgelehnt.
Im Jahr 1828 erhielt Martin Münz einen Ruf als ordentlicher Professor für Pathologische Anatomie an die Universität Würzburg. Mit seiner Berufung wurden in Würzburg die Ordinariate für Anatomie und Physiologie voneinander getrennt. Im selben Jahr wurde Münz zum Hofrat ernannt. Seine Ernennungsurkunde als Lehrstuhlinhaber für Anatomie und Zootomie wurde am 27. März 1929 vom König Ludwig I. in Rom unterzeichnet. Die Unterrichtsaufgaben in Pathologischer Anatomie teilte Münz ab 1838 mit dem Privatdozenten Bernhard Mohr (1809–1848), einem Schüler von Johann Lukas Schönlein.
Martin Münz hatte ab 1829 als Nachfolger von Karl Friedrich von Heusinger den Würzburger Lehrstuhl für Anatomie (mit der Anthropotomischen Anstalt) und den für Vergleichende Anatomie (mit der von ihm geleiteten Zootomischen Anstalt) inne, den er im September 1847 an den nach Würzburg auf diesen und den Lehrstuhl für Experimentalphysiologie berufenen Rudolf Albert Kölliker abtrat. Den Lehrstuhl für Anatomie und die Leitung des Anatomischen Instituts übernahm Kölliker dann 1849 nach dem Tod von Münz.
Die anatomische Anstalt des Juliusspitals in Würzburg ließ er ab 1830 ausbauen und erweitern. Mit Ignaz Döllinger, Johann Lucas Schönlein und Cajetan von Textor gehörte Münz zu den führenden deutschen Ärzten und Wissenschaftlern des beginnenden 19. Jahrhunderts, die den Grundstein für die internationale Bedeutung der Würzburger Medizinischen Fakultät legten. Münz führte mit seinem zunächst bei Joseph Thomann in Landshut gedruckten Handbuch der Anatomie (1815–1835) die Lithographie, den von Aloys Senefelder 1796 erfundenen Steindruck, in die anatomische Illustration ein. Auch die Dissertation seines Doktoranden August Josef Münzenthaler (Observationes et annotationes quasdam de aneurysmatibus et praecipue veris) illustrierte er 1820 mit zwei Steindrucken.
Münz war ab 3. Februar 1823 verheiratet mit Maria Kunigunde Susanna Rumpf, der am 13. August 1800 geborenen Schwester des Mineralogen und Pharmazeutischen Chemikers Ludwig Rumpf. Die Ehe blieb kinderlos.
Nachdem er am 1. März 1849 noch seinen Prosektor Gottfried von Siebold schriftlich darüber informiert hatte, dass er erkrankt ist und darum bat, ihn bei den Vorlesungen zu vertreten, starb Martin Münz in der Nacht vom 18. auf den 19. März 1849 in seiner Wohnung in der Strohgasse.

## Ehrungen
Am 10. Juni 1829 wurde er unter der Präsidentschaft von Christian Gottfried Daniel Nees von Esenbeck mit dem akademischen Beinamen Bonn unter der Matrikel-Nr. 1338 als Mitglied in die Kaiserliche Leopoldino-Carolinische Akademie der Naturforscher aufgenommen.

## Schriften  (Auswahl)
- Dissertatio de cortice Peruviano et radice ipecacuanhae eorumque surrogatis. Landshut 1810 (Digitalisat).
- Muskellehre mit Abbildungen nach Albin in Steinabdrücken, nebst einer kurzen Anweisung zur Präparation der Muskeln. Landshut 1815 (Digitalisat).
- Handbuch der Anatomie des menschlichen Körpers. Mit Illustrationen von Johann Theodor A. Feigel. 5 Bände. Landshut/Würzburg 1815–1835.
  - 1. Teil: Muskellehre. Landshut 1815.
  - 2. Teil: Gefäßlehre. Landshut 1821.
  - 3. Teil: Eingeweidelehre. Landshut 1827.
  - 4. Teil: Lehre vom Hirne, dem Rückenmarke und den Nerven. Würzburg 1835.
  - 5. Teil: Systematische Beschreibung der Sinnesorgane, der Knochen und der Bänder. Würzburg 1835.
- mit Friedrich Tiedemann: Anatomie der Röhren-Holothurie des pomeranzfarbigen Seesterns und Stein-Seeigels: eine im Jahre MDCCCXII vom Französischen Institut gekrönte Preisschrift. Thomann, Landshut 1816 (Digitalisat).
- mit Friedrich Tiedemann: Anatomie und Bildungsgeschichte des Gehirns im Foetus des Menschen: nebst einer vergleichenden Darstellung des Hirnbaues in den Thieren. 1816 (Digitalisat).
- Gutachten der medicinischen Facultätt zu Würzburg über vermeintlichen Mord in Folge einer Melancholia erotica-religiosa. In: [Adolph Henke’s] Zeitschrift für Staatsarzneikunde. Band 29, 1835, Heft 2, S. 392–434. (Digitalisat).